# Jābir al-Kalbī
Jābir al-Kalbī, detto Jābir, (in arabo جابر ال كلبي‎?, Jābir al-Kalbī; Sicilia, X secolo – Sicilia, dopo il 983) è stato il quarto emiro della dinastia kalbita che regnò sull'Emirato di Sicilia a partire dal 982 fino al 983.
Appartenente alla dinastia islamica sciita-ismailita dei Kalbiti di Sicilia, regnanti sull'Emirato indipendente di Sicilia, fu successore del padre Abū l-Qāsim ʿAlī ibn al-Ḥasan ucciso in battaglia dall'esercito di Ottone II di Sassonia nel 982 presso Capo Colonna.

## Biografia
Sul suo breve regno si sa solo che venne deposto dopo circa un anno dalla sua ascesa al potere e che fu sostituito dal cugino Jaʿfar I al-Kalbī.